# ФК Козара Нови Београд
Фудбалски клуб Козара Нови Београд је фудбалских клуб из Новог Београда, град Београд, Србија. Основан је 5. октобра 1977. године са седиштем у блоку 61 на Новом Београду у месној заједници Козара. Оснивач клуба је Божидар Чубрило.
Клуб тренутно игра у Трећој београдској Лиги група Б.
Представници фудбалског клуба „Козара“ су Милорад Ерић (представник клуба), Милорад Писар (тренер), Љубомир Шарић (помоћни тренер) и Милош Митровић (лекар).

## Састав у сезони 2012/13.
| Бр. |        | Позиција | Играч                  |
| --- | ------ | -------- | ---------------------- |
| 1   | Србија | Г        | Кужет Ненад            |
| 2   | Србија |          | Николић Слободан       |
| 3   | Србија | О        | Радонић Дарко          |
| 4   | Србија | О        | Смедеревац Милош       |
| 5   | Србија | Н        | Дробњак Марко          |
| 6   | Србија | О        | Кукрић Бојан (капитен) |
| 7   | Србија | С        | Масал Ненад            |
| 8   | Србија | О        | Павловић Владимир      |
| 9   | Србија | Н        | Јовичић Саша           |
| 10  | Србија |          | Андрић Никола          |
| 11  | Србија | Н        | Вукелић Стефан         |
| 13  | Србија | О        | Касаловић Филип        |
| 14  | Србија | С        | Тођарош Предраг        |

## Галерија
- Први тим ФК Козара Нови Београд
- Кукрић Бојан - одбрана
- Павловић Владимир - одбрана
- Јовичић Саша - средина
- Масал Ненад - средина
- Андрић Никола - средина
- Дробњак Марко - напад
- Вукелић Стефан - напад